# Josip Demšar
Josip Demšar, slovenski rimskokatoliški duhovnik, katehist in profesor, * 12. marec 1877, Škofja Loka, † 31. maj 1980, Ljubljana.

## Življenjepis
Demšar je v Ljubljani končal študij teologije in leta 1906 na Dunaju doktoriral iz bogoslovja, ter leta 1926 iz pedagogike na Filozofski fakulteti v Ljubljani. Bil je vzgojitelj na Alojzijevišču v Ljubljani, bil profesor kateheze, metodike in pedagogike na ljubljanskih srednjih šolah ter od leta 1919 do 1965 predavatelj kateheze na Teološki fakulteti v Ljubljani. Bil je soustanovitelj Cirilmetodijskega društva katoliških duhovnikov. Teološka fakulteta mu je podelila častni doktorat. Ob njegovi 100-letnici ga je obiskal tudi njegov nekdanji učenec Edvard Kardelj. Umrl je v 104. letu starosti.